# Cowboy Club München

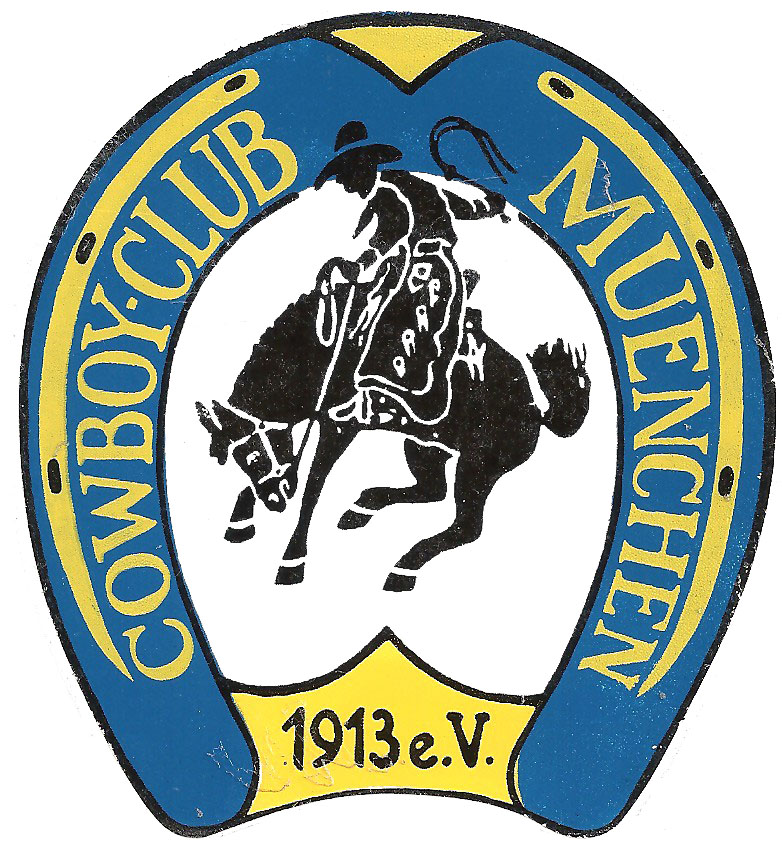
Logo des Cowboy Club München 1913 e. V.

Der Cowboy-Club München 1913 e. V. (CCM) ist ein 1913 gegründeter Western-Club in München-Thalkirchen, der sich als kulturhistorischer Verein mit dem Leben um 1880 in Amerika befasst. Die im Besitz des Vereins befindlichen historischen Original-Kleidungsstücke aus den Vereinigten Staaten zählen zu den Exponaten des vereinseigenen Museums.

## Geschichte
Der Verein ist der älteste existierende Cowboy-Club Deutschlands. Noch älter war nur der 1896 gegründete Münchener Velociped-Club Wild-West, ein Fahrradclub.
Gegründet wurde der Cowboy Club München im April 1913 unter anderem von den Brüdern Fred und Hermann Sommer und dem befreundeten Martin Fromberger im damaligen Gasthaus „Zum Ruperthof“. Sie hatten bereits 1911 den „Losverein `Wild West'“ gegründet mit dem Ziel, von den Gewinnen aus Lotterieteilnahmen später in die Vereinigten Staaten auswandern zu können. Die Einnahmen durch den Losgewinn bei einer Vogelschutzlotterie reichten nicht für die ersehnte Auswanderung.

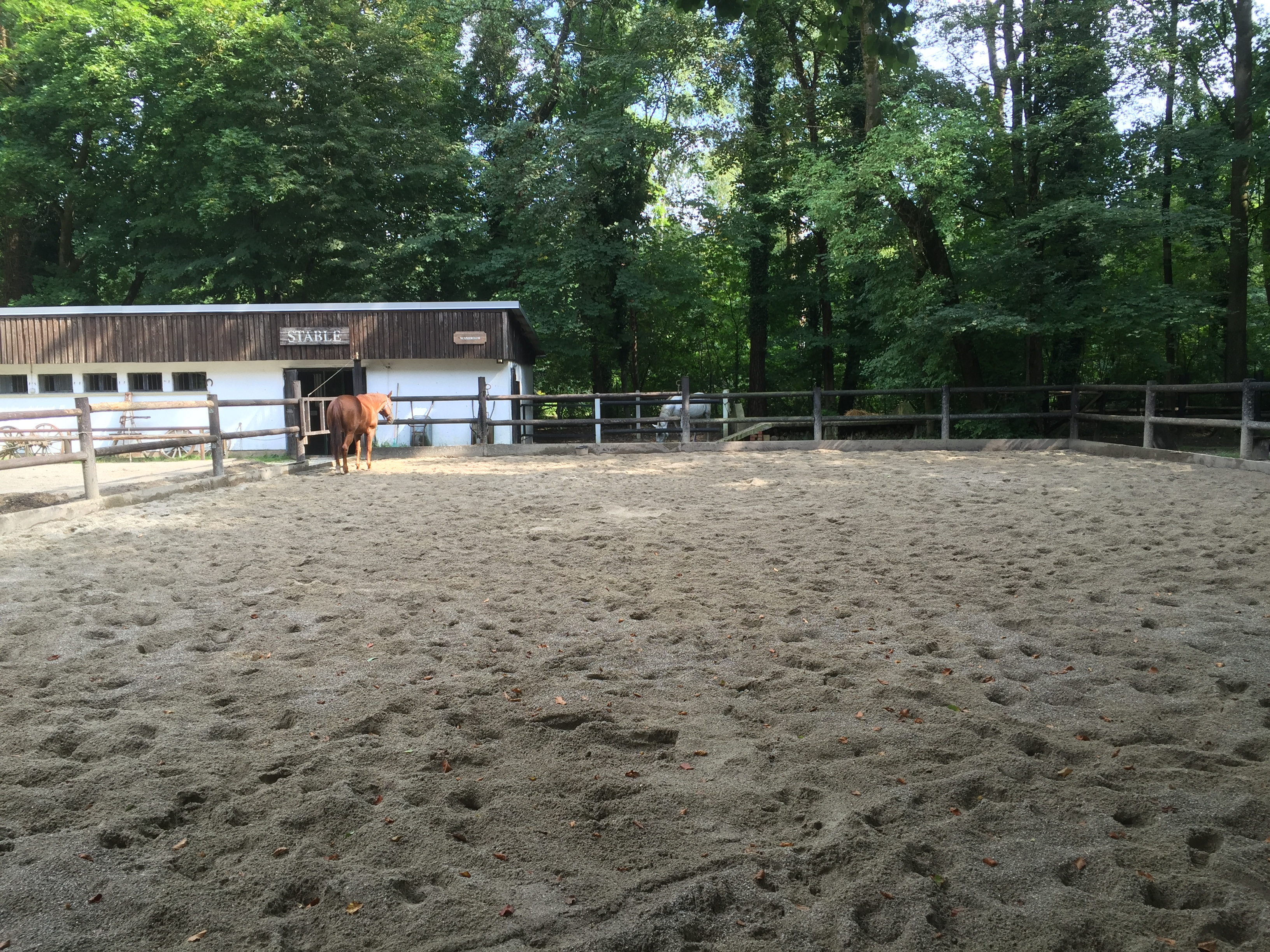
Reitbahn des CCM

Alle drei waren Handwerker aus dem Schlachthofviertel. Inspiriert wurden sie durch das aufkeimende Wild-West-Fieber, das nach 1890 entstand, nachdem Buffalo Bill während seiner Europatournee unter anderem auf der Theresienwiese auftrat und ausstellte. Zudem waren die Brüder Sommer von Kindesbeinen an von den Erzählungen ihres Großvaters Ludwig Sommer geprägt, dem königlichen Geheimsekretär im kgl. Staatsministerium d. Innern, der die Vereinigten Staaten durchreist hatte. Fred Sommer, eigentlich Siegfried Sommer, alias „Fred Black“ oder auch „Häuptling Abendwind“ war der Vater von Siegfried Sommer. In Erinnerung an seine Kindheitserlebnisse schrieb Sigi Sommer die Geschichte Winnetou auf der Flaucherwiese.
Durch den Ausbruch und die Kriegsteilnahme im Ersten Weltkrieg verblassten die Auswanderträume gänzlich und die Gründer entschieden sich für den Verbleib in München. Viele Jahre fand das Vereinsleben des damals noch als „Cowboy-Club München-Süd“ bezeichneten Vereins in verschiedenen Gaststätten statt. Alle Mitglieder waren verpflichtet, sich innerhalb des ersten Mitgliedsjahres ein Cowboy- oder Indianerkostüm zusammenzustellen. Diese wurden meist selbstgefertigt. Unter anderem tauschte der Verein Adlerfedern aus den Alpen gegen originale Kleidungsstücke aus den Vereinigten Staaten und beteiligte sich auch an Faschingsveranstaltungen. Es bestand auch ein enger Kontakt zum Karl-May-Museum Radebeul. Im Zweiten Weltkrieg kam das Vereinsleben zum Erliegen. Nach dem Tod des Zirkuschefs Carl Krone (Circus Krone) stellten dessen Witwe, die Raubtierdompteuse Ida Krone, und die Familie Sembach das Grundstück am Nockherberg, auf dem 1958 der Kronepark angelegt wurde, für ein Vereinsheim zur Verfügung.

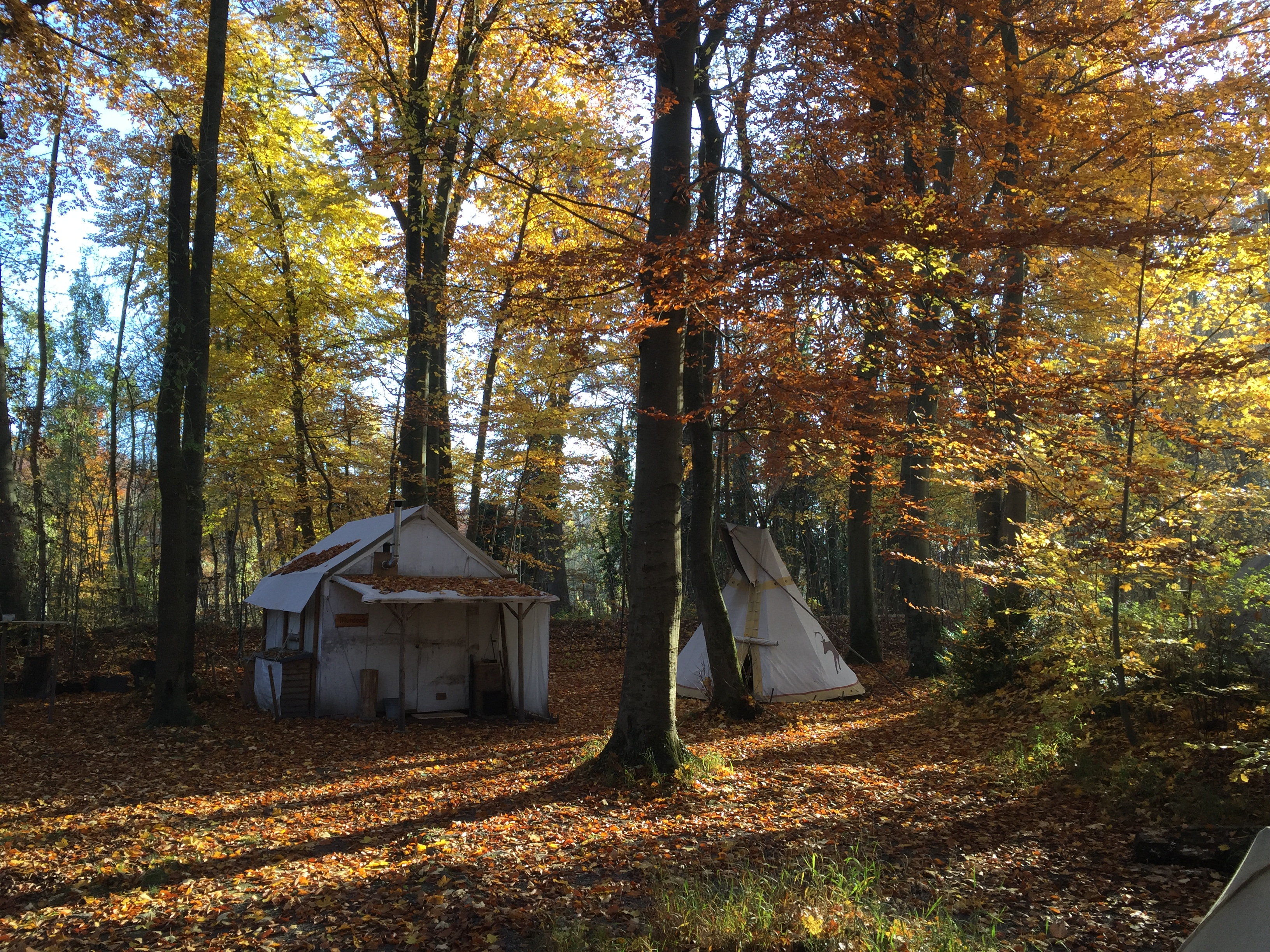
Zelte auf dem Vereinsgelände

Nach dem Tod von Ida Krone im Jahr 1957 war der Verein erneut heimatlos bis letztendlich das heutige Areal an der Isar durch die Stadt verfügbar gemacht wurde. Das Gelände zwischen Zentrallände und Isar-Werkkanal auf Höhe der Marienklausenbrücke wurde mit Unterstützung der US Army vorbereitet. Die Grundsteinlegung für den Bau der „Ranch“ am 22. Juli 1961 erfolgte durch Oberbürgermeister Hans-Jochen Vogel, die Einweihung gut zwei Jahre später am 10. August 1963. Ebenfalls anwesend bei der Zeremonie war Major General John F. R. Seitz, damals Leiter des South Area Command (SACom) der US-Streitkräfte.
Mitte 1958 verstarb der Vereinsmitgründer Fred Sommer, der lange Jahre Präsident des Vereins war, im Alter von 70 Jahren. Sein Leichnam wurde auf dem Ostfriedhof eingeäschert.

## Vereinsleben und Aktivitäten

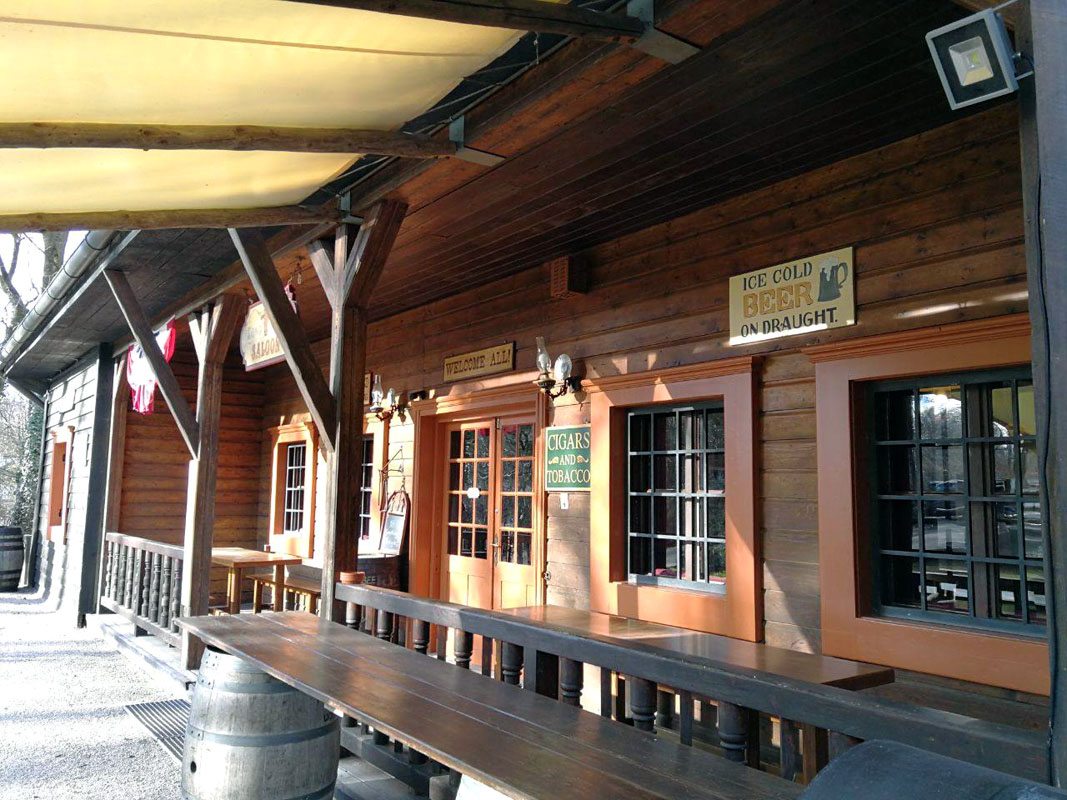
„Longhorn-Saloon“ – Außenansicht

Der Cowboy Club München 1913 e. V. verfügt über ein Gelände nahe der Isar, auf welchem eine Ranch, eine Reitbahn sowie ein originalgetreuer Saloon errichtet wurden. Der Verein verfügt ebenso über eigene Pferde, welche nach Erlangen der nötigen Kenntnisse, den Vereinsmitgliedern zum Ausreiten zur Verfügung stehen. Im Außenbereich um das Saloongebäude ist ein Zelt-Biwak errichtet. Die Ranch und der Saloon werden regelmäßig vom Verein für unterschiedliche Festivitäten wie Firmenfeiern, Hochzeiten und Geburtstage vermietet.

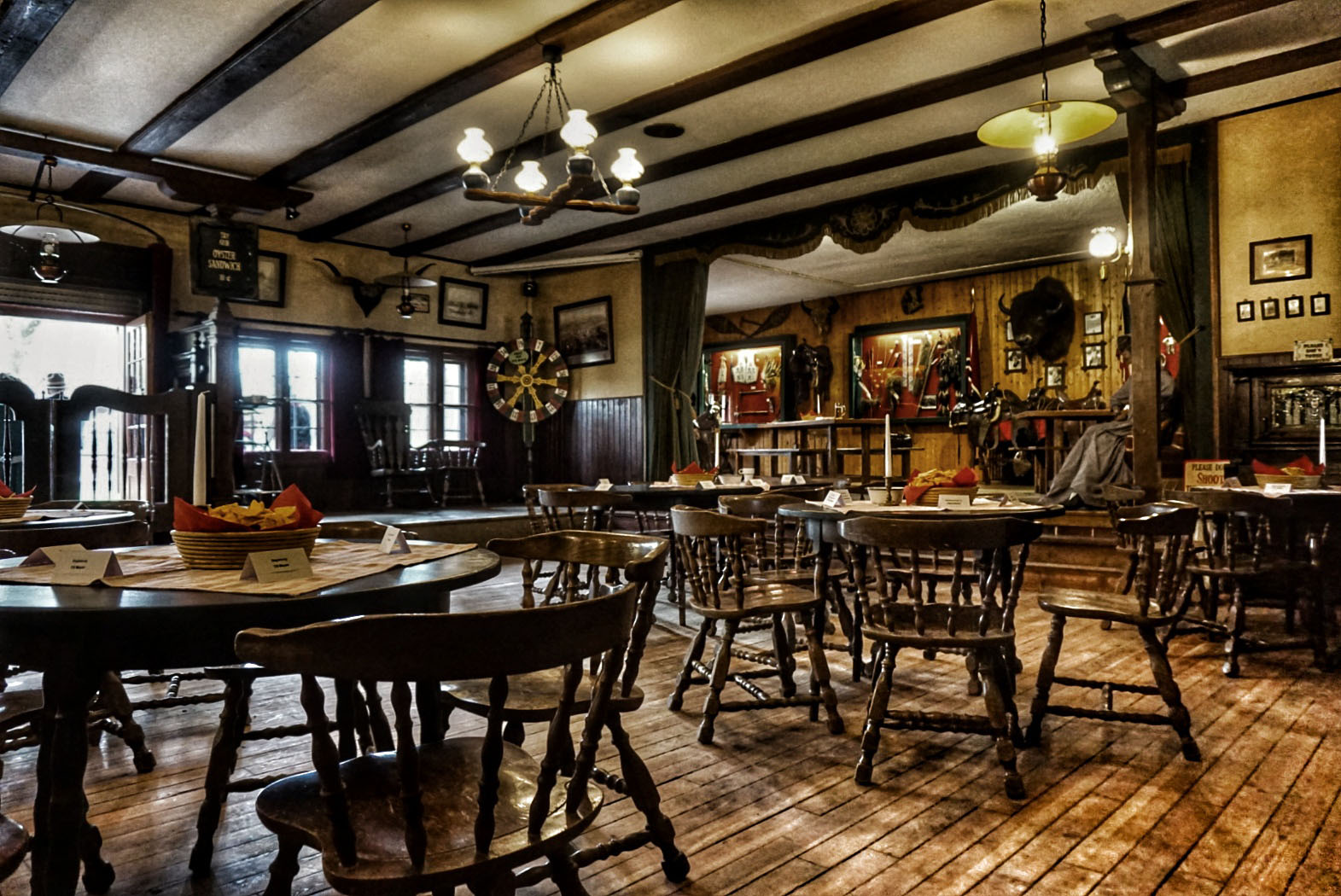
„Longhorn-Saloon“ – Innenansicht

Die Vereinsaktivitäten beschäftigen sich allesamt mit dem Leben um 1880 in Amerika und umspannen unter anderem das Angebot von Reiten, Leder gerben, Leder nähen und verarbeiten, Bogenschießen, Waffenkunde, Tanzen, Lassowerfen, Peitsche schlagen, Kleidung nähen bis hin zur Indianistik.
Anlässlich des „Tages der offenen Tür“ öffnet der Cowboy Club München einmal im Jahr die Pforten für die Öffentlichkeit und führt die erlernten Fähigkeiten den Zuschauern vor.
Der Cowboy Club München ist Mitglied im Western Bund e.V. Deutschland und fährt mit dessen befreundeten Vereinen regelmäßig auf Lager und sonstige Treffen für Hobbyisten des Amerikas zu Zeiten des Wilden Westens.
Zum 100-jährigen Bestehen gab es vom 21. Juni bis zum 15. September 2013 im Münchner Stadtmuseum die Sonderausstellung „Sehnsucht nach dem Wilden Westen. 100 Jahre Münchner Cowboy-Club“.
Zum 105-jährigen Bestehen wurde die original Kriegsfederhaube des Gründungsmitglieds Fred Sommer, bestückt mit 30 Adlerfedern, am 12. April 2018 an das Münchner Stadtmuseum als Schenkung übergeben. Isabella Fehle, die Direktorin des Stadtmuseums, wurde zeitgleich zum Ehrenmitglied und mit dem klangvollen Namen „Guardian of the war bonnet“ zur Hüterin der Federhaube ernannt.

## Medienpräsenz
Über den Verein wurde unter anderem 2011 in der Welt sowie anlässlich seines 100-jährigen Bestehens im Bayerischen Fernsehen, in der Süddeutschen Zeitung, in der Abendzeitung, im Focus, bei münchen.tv, auf afk tv und bei Hufgefluester TV berichtet.
Der CCM steuerte auch Kochrezepte zur Bayern-2-Sendereihe Zeit für Bayern bei.
Das Vereinsgelände an der Münchner Floßlände und insbesondere der authentische Saloon, werden regelmäßig als Filmkulisse für diverse Filme und TV-Clips genutzt. So wurde im April 2018 unter anderem ein Trailer für die Tanzsendung Let’s Dance mit Julia Dietze und Massimo Sinató gedreht.

## Bekannte Ehrenmitglieder
- Charles Belden †, amerikanischer Fotograf und Namensgeber für einen Stetson-Hut
- Heinz Bründl, ehemals Gründer und Betreiber des Westernparks No Name City in Poing, bekannt durch die Sammlung Bründl[27][28]
- Emil „Elk“ Eber alias „Hehaka Ska“ †, Maler und Grafiker sowie Professor[10][29]
- Isabella Fehle alias „Guardian of the War Bonnet“, deutsche Kunsthistorikerin, ehemalige Direktorin des Münchner Stadtmuseums[17]
- Friedrich Heinrich Karl Gustav, Freiherr von Gagern †
- Vittorio Güttner †, Bildhauer, Schauspieler und Hobby-Indianistiker[10]
- Stanley K. Hathaway †, US-amerikanischer Politiker (Republikaner), ehemaliger Gouverneur des US-Bundesstaats Wyoming, ehemaliger US-Außenminister
- Robert Lindneux †, US-amerikanischer Maler[10]
- Dieter Reiter, Oberbürgermeister der Landeshauptstadt München[30]
- Genoveva Schauer †, dt. Politikerin (SPD), Münchner Stadträtin
- Ernst Tobis alias „Patty Frank“ †, Artist, Museologe und Indianerforscher[10]
- Christian Ude alias „Häuptling Rote Feder“, deutscher Politiker (SPD) und ehemaliger Münchner Oberbürgermeister[31]
- Hans-Jochen Vogel †, deutscher Politiker (SPD) und ehemaliger Münchner Oberbürgermeister
- Thomas Wimmer †, deutscher Politiker (SPD) und ehemaliger Münchner Oberbürgermeister